# Helperthorpe
Helperthorpe är en by i civil parish Luttons, i kommunen North Yorkshire, i grevskapet North Yorkshire, i England. Byn är belägen 11 km från Malton. Helperthorpe var en civil parish fram till 1935 när blev den en del av Luttons. Civil parish hade 123 invånare år 1931. Byn nämndes i Domedagsboken (Domesday Book) år 1086, och kallades då Elpetorp.